# Ng Yet-ang
Ng Yet-ang (吳乙安T, Wú YǐānP; Changchun, 26 luglio 1927 – ...) è stato un cestista taiwanese.

## Carriera
Con Taiwan ha disputato i Giochi olimpici di Melbourne 1956 e i Campionati del mondo del 1954.